# Metal Gear Online
Metal Gear Online 2, abreviado como MGO 2, fue sucesor del MGO original que venía incluido en la edición especial de Metal Gear Solid 3 Subsistence, y al igual que este en 2009, Konami decidió desactivar los servidores después de 4 años, el 12 de junio de 2012. 

## Sistema de juego
Metal Gear Online es un videojuego basado en las tácticas de equipo y la infiltración dentro de las batallas. En cada partida pueden jugar hasta un máximo de 16 jugadores en diferentes tipos de mapas y distintos modos de juego. Tanto individuales como en equipo.
En MGO se dispone de un personaje virtual que puede ser personalizado por completo por el jugador. Con la compra del juego cada jugador tiene derecho a una ranura de personaje gratuita. La primera vez que accedes al juego debes elegir los parámetros más importantes de tu soldado, como la voz, la cara, los primeros accesorios que podrás equiparte, y lo más importante, el nombre que usarás en el juego.
La primera ranura de personaje es gratuita y puedes borrar tu soldado las veces que quieras y reutilizar esa ranura, o bien, puedes comprar más ranuras de personajes con dinero real, hasta un máximo de 8 ranuras de personaje.
A partir de que creas tu personaje tienes a tu disposición una gran lista de habilidades con las que podrás realizar diferentes acciones dentro del juego o sencillamente mejorar tu habilidad manejando las distintas armas. Estas habilidades mejoran con el uso hasta que consigues ser maestro en esa habilidad. Cada habilidad ocupa un número determinado de ranuras de habilidad, y cada soldado dispone de 4 ranuras de habilidad, con lo que usar la habilidad adecuada con el nivel adecuado es muy importante dentro del juego.
Cada jugador va consiguiendo subir de nivel a su soldado a medida que gana experiencia, o bien baja de nivel si juega mal. La clasificación de niveles va del nivel 0 hasta el nivel 22. Además también cada soldado dispone de un rango, que va desde ROOKIE(0) hasta SS.
Los clanes son una parte importante del juego. En cada clan puede haber un máximo de 64 miembros. El líder del clan es el que acepta las solicitudes que envían los que quieren formar parte del clan. Además el líder del clan es el único que puede dar los derechos de edición del emblema del clan. Todos los jugadores pueden crear un clan, pero para ello se debe cumplir dos requisitos: tener nivel 3 y un mínimo de 20 horas totales jugadas.
El juego es constantemente actualizado mediante mantenimientos y la venta de sets de expansión.
Una innovación que añade MGO es el sistema SOP (Sons Of the Patriots), gracias a este sistema los jugadores comparten información en el campo de batalla. Si un miembro de tu equipo ha sido capturado por el enemigo, los demás miembros del equipo pueden ver que le han capturado e ir en su ayuda. O si un miembro de tu equipo coloca una trampa, el sistema SOP te avisará de que está ahí para que no caigas en ella.

## Modos de juego
En MGO existen diferentes modos de juego con diferentes reglas. Además también existen torneos y partidas oficiales, en las que obtienes puntos de recompensa con los que puedes comprar objetos para personalizar a tu soldado en la tienda virtual de recompensas de MGO.
DEATHMATCH (DM): en este modo de juego individual los jugadores juegan todos contra todos, hasta que se acabe el tiempo o el contador de muertes llegue a cero. En este modo el jugador con más puntos(El que va ganando) se ilumina por el SOP y todos los demás jugadores pueden ver como se mueve y su posición. Si te matan revives y sigues jugando hasta que se acabe el tiempo o el contador de muertes llegue a cero.
DEATHMATCH DE CAMUFLAJE (DMC): este modo de juego individual tiene las mismas reglas que DEATHMATCH pero con algunas variables. Aquí todos los jugadores van equipados con un camuflaje óptico que los hace invisibles, y cada uno de esos camuflajes lleva equipado un detector que hace que el jugador escuche pitidos a más o menos velocidad si el enemigo está cerca. Además en el mapa se va estrechando a medida que pasa el tiempo, y el jugador que este fuera de la zona segura va perdiendo vitalidad. Si te matan no revives, debes esperar hasta que los demás jugadores se vayan eliminando hasta que solo quede uno.
DEATHMATCH DE EQUIPO (DME): los jugadores que entran en esta partida son repartidos entre el equipo rojo y el equipo azul de manera automática o manual según haya configurado el anfitrión de la partida. Gana el equipo que haga llegar a 0 el contador de tickets del equipo contrario o gana el equipo que tenga más tickets en su contador al acabarse el tiempo. Si matan a tu soldado vuelves a revivir hasta que se acabe la partida.
Misión de captura (CAP): cada equipo tiene una meta y un paquete, denominados KEROTAN y GAKO, el objetivo es llevar el paquete a la meta y mantenerlo un tiempo determinado para ganar. Cuando el paquete está en la meta de un equipo una cuenta atrás comienza, el equipo que consiga llevar la cuenta atrás a cero gana. Si consigues el paquete enemigo lo puedes llevar a tu meta también, si llavas dos paquetes a tu meta la cuenta atrás corre más rápido.
Captura en solitario (CAPS): este modo es individual y hay un solo paquete: KEROTAN, el jugador que consiga mantener el KEROTAN durante un tiempo determinado gana.
Rescate (RES): en este modo en equipo un equipo tiene que rescatar a GAKO y llevarlo a tu meta y el otro equipo tiene que evitarlo. Si el equipo que tiene que llevar al GAKO a la meta lo consigue gana, también gana en caso de que al acabar el tiempo un jugador del equipo atacante posea el GAKO. Si el equipo que tiene que defender a GAKO consigue que se acabe el tiempo sin que el otro equipo haya llevado al GAKO a su meta, o si elimina a todos los jugadores del otro equipo, ese equipo es el que gana.
Base (BASE): en este modo de juego por equipos hay situadas unas bases en el mapa, cuando un jugador permanece un tiempo determinado sobre una base, esa base pasa a ser de su equipo. El que consiga todas las bases, o tenga más bases cuando el tiempo acabe gana. Además en este modo existe un objeto único que puede ser adquirido por los jugadores cuando consiguen 5000dp, llamado DESESTA SOP, si lo colocas en la base enemiga todos los miembros del equipo rival quedan paralizados temporalmente.
Bombas (BOMBAS): modo por equipos. Un equipo debe poner una bomba en una base y defenderla hasta que explote, y el otro equipo debe defender sus dos bases para que el enemigo no ponga bombas en ellas. El equipo que defiende tiene a su disposición un objeto especial: Spray, con el que pueden congelar una bomba colocada en su base. El equipo que coloca las bombas tiene un máximo de tres bombas para colocar, si las pierde o el otro equipo las desactiva o se acaba el tiempo sin que ninguna bomba haya explotado en las bases, el ganador será el equipo defensor.
Carrera (CARR): en el mapa hay situadas varias metas, y cada equipo tiene que pasar por ellas con el objetivo KEROTAN(Equipo azul) o el GAKO(Equipo rojo), cada meta nueva aparece en el mapa una vez se haya pasado el control. Gana el equipo que haya pasado por todas las metas con el objetivo, o el equipo que haya pasado por más metas cuando el tiempo acaba.
Infiltración de equipo (INFE): el equipo atacante está equipado con camuflaje óptico que les hace invisibles, una pistola tranquilizadora MK2, un cuchillo y un tercero a escoger (granada de humo, granada cegadora, granada chaff, granada localizadora, revista). Los atacantes deben recuperar alguno de los objetivos situados en el mapa, GAKO o KEROTAN, y llevarlos a su meta. Mientras que el equipo defensor debe proteger a los objetivos y evitar que los atacantes lo lleven a su base. Los defensores están equipados con armamento letal pero no con camuflaje óptico.
Infiltración (INF): este modo por equipos tiene unas características especiales, dos jugadores de la partida son elegidos al azar para jugar como Old Snake, equipado con Octocamo que le permite camuflarse casi totalmente, y como MK.II, equipado con camuflaje óptico. Los equipos deberás jugar un Deatmatch por equipos normal a la vez que intentan encontrar a Old Snake y eliminarlo, mientras que Old Snake y MK.II tienen que conseguir placas de identificación de los jugadores. Si Old Snake consigue tres placas de identificación gana ese jugador y el que maneje a MK.II. Si se acaba el tiempo o los demás jugadores eliminan a Old Snake tres veces gana el equipo que haya conseguido mas asesinatos.
Intermedio (INT): es un modo de juego en el que las estadísticas están desactivadas, es decir, no cuenta lo que hagas, es un modo para descansar. Para romper la monotonía hay una bomba en el mapa que pasas a los demás jugadores al tocarlos.
Entrenamiento: para poder crear entrenamientos necesitarás la habilidad Instructor, necesitarás haber 20 horas totales y haber alcanzado un nivel 3 mínimo. En este modo el instructor gradúa a los estudiantes, una vez sois graduados podeis crear entrenamientos. Es un modo con estadísticas desactivadas.

### Modos de juego oficiales
En los modos de juego oficiales obtienes puntos de recompensa que sirven para personalizar a tus soldados. En estos modos de juego las estadísticas están activadas.
Supervivencia: supervivencia está abierto para todos los jugadores con expansiones los miércoles, jueves y sábados de 19:00 a 23:00 (Mex). En este modo formas un equipo de 6 jugadores y juegas series de batallas en mapas y reglas aleatorios contra equipos de otros 6 jugadores. Ganas 50 puntos de recompensa por participar en cada batalla. El objetivo es enlazar victorias consecutivas para conseguir más puntos de recompensa. Si ganas una batalla consigues 150 puntos de recompensa, dos batallas 350, tres batallas 650, cuatro batallas 1050 y si consigues cinco victorias consecutivas consigues 1500 puntos de recompensa. Jugando a este modo aumenta o disminuye tu rango.
Torneo: torneo se juega los viernes y domingos, cada día un torneo a las 20:00 y a las 23:00 (Mex). Igual que en supervivencia tienes que formar un equipo de seis personas. Cuando empieza el torneo se crea un cuadro eliminatorio de forma aleatoria en la que vas pasando de ronda según ganas.Existe 1 vestíbulo, Mei Ling.. Ganas 200 puntos de recompensa solo por participar,1000 mejores 8 y 1500 mejores 4. El equipo subcampeón consigue 2000 puntos de recompensa y un gorro de lana o sombrero Gekko enano de un color solo disponible de esta manera. El equipo campeón consigue 5000 puntos de recompensa y Boina de un color solo disponible de esta manera.
Combinación automática: en este modo eliges un modo de juego y el servidor te mete automáticamente en una partida. Por cada ronda ganada obtienes 20 puntos de recompensa. De vez en cuando empieza una ronda especial llamada: Rewards match, el ganador o ganadores de la partida consigue 220 Rewards.
-Con la versión 1.33 Konami introdujo la Rewards Match, inicialmente daba un número de recompensas muy elevado, en Deatchmatch el ganador obtenía 420 puntos de recompensa. Esto hizo que los jugadores fueran a Combinación automática y se pusieran de acuerdo para no matar ni hacer nada, solo esperar a que se acabara el tiempo. De esta forma todos empataban y todos se envolsaban muchos puntos de recompensa. El 23 de junio de 2009 Konami cambió el número de recompensas que se daban al ganar y acabó con esta técnica para ganar muchos puntos de recompensa muy rápido.Sin embargo, hay hoy en día gente que sigue intentando utilizar este método para reunir Rewards.

## Comunicación

### Métodos de comunicación
La comunicación en MGO se pueda dar mediante 3 formas:
- Usando mensajes predeterminados por codec "AVANZEN, RETROCEDAN, BIEN HECHO, PEGATE A MI, GRACIAS, ME ATACAN, NO VEO AL ENEMIGO" entre otros.

- Chat de voz Por medio de un headset

- O finalmente: escribiendo, pulsando SELECT se abre el teclado virtual, o en adición, puedes tener un teclado USB estándar de computadora y conectarlo al PS3 para usarlo en el juego y escribir más fácil y rápidamente.

### Opciones de juego
Además el anfitrión de la partida puede configurar distintas opciones para las partidas, las opciones más importantes son:
Puntos Drebin Activado/ Desactivado: se gana puntos Drebin a lo largo de la partida, empiezas con 1000 puntos, 1000 puntos cada vez que revives y según lo que estés consiguiendo: 1000 puntos asesinato, 1750 puntos asesinato por disparo a la cabeza... Cada arma tiene un precio y con esos puntos compras la que puedas.
Solo disparos a la cabeza: si el anfitrión activa esta opción los asesinatos solo podrán ser por disparo a la cabeza. Si matas a otro jugador con disparo al cuerpo no cuenta en tu lista como un asesinato y tu personaje también es eliminado.
Registro de estadísticas Activado/ Desactivado: si las estadísticas están activadas lo que hagas en la partida se sumará a tus estadísticas personales, tu nivel variará según como lo hayas hecho y además podrás subir las habilidades en estas partidas. Si las estadísticas están desactivadas nada de lo que hagas quedará registrado en tus estadísticas personales, tu nivel no variará y tus habilidades no sufrirán ningún cambio.
Número de jugadores: se puede elegir entre un mínimo de 2 y un máximo de 16 jugadores.
Personajes especiales Activado/ Desactivado: los anfitriones que hayan comprado sets de expansión pueden activar personajes especiales como: Old Snake, Meryl, Raiden, Jonhhy, Liquid Ocelot, Mei Ling y Vamp utilizándolos en las partidas en vez de su personaje. Los soldados especiales tienen habilidades especiales y armamento único. Podrás elegir entre un personaje especial concreto en un equipo o un personaje especial al azar en un equipo. De todas maneras el jugador que maneje al personaje especial será elegido al azar.
Configuración de armas: el anfitrión de la partida puede elegir las armas activadas en la partida, los accesorios o los objetos de apoyo.
Apunte automático: el anfitrión de la partida elige si esta opción activada, para poder usarlo debes habilitarlo en el menú de opciones y luego presionar "cuadrado" durante la partida.

## Puntos de recompensa (RWD POINTS)
Los puntos de recompensa es la moneda del juego, con ellos puedes comprar más equipamiento para tu soldado.
Cada día que entras al juego obtienes 50 puntos de recompensa, 100 los miércoles.
Los puntos de recompensa se canjean a través de la Tienda de recompensas, una página web oficial a la que puedes acceder desde el juego a través del juego, desde el navegador de Internet de PlayStation 3 o desde cualquier ordenador conectado a Internet. Cada semana hay ofertas nuevas, algunos solo disponibles para los jugadores que hayan adquirido la expansión más reciente.
-En ocasiones en el juego se consiguen puntos de recompensa extras. Cuando MGO llegó a un millón de cuentas se regalaron 10000 puntos de recompensa. En el primer aniversario de MGO se regalaron 10.000 puntos de recompensa, en la caída de PSN regalaron 3800 puntos de recompensa, y por el 2º aniversario regalaron 10.000 puntos de recompensa.De vez en cuando en la Página de soporte a la comunidad también se pueden conseguir puntos de recompensa extras completando encuestas acerca de MGO.

## Tienda en línea
La tienda en línea es la página web a través la cual se compran con dinero real los sets de expansión de MGO, más ranuras de personajes o el Codec pack, un añadido que permitirá a tu soldado tener más frases predefinidas para usar durante las batallas.
Las compras en la tienda en línea se hacen a través de tu Konami ID, una cuenta a la qué se añadirán los añadidos que compres en el momento en el que tu compra haya sido confirmada. El sistema es instantáneo y seguro.
Se puede comprar con tarjeta de crédito( Visa o Mastercard) o mediante tarjetas de prepago del psn. Facilitando tu número de tarjeta y tu código CVC (3 cifras). Cuando los datos han sido confirmados serás redirigido a un servidor seguro de tu entidad bancaria que normalmente como medida de seguridad añadida, manda un mensaje de confirmación al teléfono móvil que le hayas facilitado con un código de confirmación. Al insertar ese código de confirmación la compra se realizará y al instante los añadidos estarán disponibles en el juego.
Los añadidos que están a la venta en este momento son:
- METAL GEAR ONLINE GENE & MEME & SCENE EXPANSION Para jugadores que no poseen la "GENE EXPANSION".
- METAL GEAR ONLINE SCENE EXPANSION Para jugadores que ya poseen las "GENE & MEME EXPANSION".
- MGO Extra Character Slot (Ranura de personaje extra, se pueden tener 8 máximo).
- MGO Codec Pack 2.
- MGO Codec Pack.

## Expansiones
Los mapas disponibles sin ninguna expansión son: Ambush Alley, Gronzynj Grad, Midtown Maelstrom, Urban Ultimatum, Blood Bath. Old Snake y MK.II son los personajes especiales que vienen de serie, se suelen abreviar por las siglas (AA, GG, MM, UU, BB.
Mientras que con la salida de las expansiones se tiene acceso a los mapas y a los personajes, el equipamiento va saliendo cada semana a la venta. Además sin la expansión más reciente no podrás participar en torneo ni en supervivencia.
Con la actualización a la versión 1.33 (16/06/2009), fue añadido un nuevo mapa, Icebound Inferno.

### MEME Expansion
Nuevos mapas incluidos:
- Coppertown Conflict: un mapa en una ciudad de oriente medio. Con tormentas de arena en el exterior, pasadizos subterráneos y calles adornadas con coches y estética de una ciudad en guerra.

- Tomb of Tubes: un laberinto de alcantarillas. Agua, pasadizos, túneles y poca luz

- Virtuous Vista: un entorno totalmente abierto perfecto para combates a larga distancia.

Nuevos personajes especiales incluidos:
- Meryl Silverburgh: con una pistola D.E especialmente personalizada y una gran habilidad para intercambiar información mediante SOP.

- Johnny (AKIBA): puede ver todas las trampas que haya en el mapa, además tiene un arma especial, una XM8 modificada, y si los puntos Drebin están activados, Johny puede adquirir un rifle francotirador antimaterial como el que usaba en el episodio 5, este rifle mata a cualquier persona de un solo disparo, no importa si no es a la cabeza, el arma es letal, tiene gran zoom, y su velocidad de recarga es bastante aceptable, aunque conseguirla cuesta 10000 DP.

### GENE Expansion
Nuevos mapas incluidos:
- Forest Firefight: un bosque con cavernas y altiplanos. Con una casa en la que llevar a cabo combates a corta distancia.

- Winter Warehouse: un edificio abandonado rodeado de nieve. Varias plantas de diferentes tipos.

- Silo Sunset: una revisión del mapa: Entrada de silo, del juego Metal gear Solid Portable Ops +.

Nuevos personajes especiales incluidos:
- Liquid Ocelot: controla el sistema SOP, dispone de una pistola especial que necesita ser recargada tras cada disparo pero muy potente. Además es experto en CQC. Una habilidad especial poco conocida es que si muere en los últimos 30 segundos de una ronda y el equipo en el que está va perdiendo, la ronda sigue adelante dos minutos más. También cuenta con el GOP(Guns of the Patriots)que atacando como normalmente (L1+R1) a un soldado lo pones en modo "BLOQUEO SEGURIDAD SOP" o usando LI+R2 cerca de soldados enemigos descontrolarás su sistema y se quedará inmovilizado.

- Mei Ling: usando el USS Missouri puede bombardear la zona que el jugador que la controle elija. Con el Soliton Sonar puede ver a los enemigos a través de las paredes.

### SCENE Expansion
Nuevos mapas incluidos:
- Hazard House: una mansión de dos pisos, en un día lluvioso. Es un mapa nocturno.

- Ravaged Riverfront: parte de una ciudad del este. Con una gran torre de reloj, un río que cruza el mapa y zonas subterráneas.

- Outer Outlet: en este centro comercial inmenso hay zonas de todo tipo. Varios pisos, entre ellos un aparcamiento subterráneo. Con una zona abierta.

Nuevos personajes especiales incluidos:
- Raiden: se mueve a una gran velocidad. Equipado con una espada que por un lado hace daño letal y por otra aturde, y con cuchillos arrojadizos. puede saltar de lugares muy altos sin sufrir daño. Además puede parar las balas.

- Vamp: igual que Raiden, se mueve muy rápido y soporta caer desde grandes alturas. Está equipado con un cuchillo de combate y con cuchillos arrojadizos, pero a diferencia de Raiden, Vamp, los lanza de tres en tres. Vamp revive en el sitio donde muera.

## Fin del Servicio
El 14 de febrero de 2012 Konami anuncio el servicio dejará de aceptar nuevos registros el día 24 de abril y cesará definitivamente el 12 de junio. Los paquetes de expansión serán gratis hasta abril y la tienda MGO ha sido cerrada. Los detalles de dicho cierre son desconocidos. El mensaje se puede ver al iniciar el juego.

## Curiosidades
- Si escribes <SONG> en el chat del juego tu soldado empezará a cantar la canción de la victoria. Una canción que tarareaba Sunny en Metal Gear Solid 4: Guns of the Patriots.

- Para jugar a MGO necesitas crear una cuenta KONAMI ID y una cuenta PlayStation Network.

- MGO tiene más de 1.300.000 cuentas creadas a día 14 de mayo de 2009.

- El 12 de junio de 2009, Metal Gear Online celebró su primer aniversario. Para conmemorarlo regaló 10.000 puntos de recompensa a todos los jugadores y organizó un torneo especial aniversario con premios exclusivos.

- En el mapa: Hazard House, hay dos retratos en la sala del piano, en el segundo piso. Uno pertenece al clan ganador del campeonato mundial de 2008: RITA. y el otro al campeón del mundo individual de 2008: +RYU+.

- En el mapa Outer Outlet hay mucha publicidad de Metal Gear Solid 4, incluso si se va a la sección de los cines, se verán carteles diciendo "NOW ON THEATERS: METAL GEAR SOLID 4!"

- Todos los jueves a partir de las 1:00 es posible adquirir nuevo equipamiento en la tienda de recompensas.

- Había un error en la misión de infiltración, el cual volvía a Snake de color púrpura, incluso camuflado.

- Al usar personajes especiales, si estos son asesinados, y tenían un vínculo en la historia, su "pareja" hará cierta acción frente a su muerte, por ejemplo, si un equipo tiene a Johny y otro a Meryl, y Johny es asesinado, se escuchara a Meryl diciendo "Akiba??? AKIBA!!!!!"

También al usar a Liquid Ocelot y a Old Snake, cuando Old snake mata o aturde a Liquid, el hace un gran grito "LIQUID!!!!!!!!"
- En la versión 1.34 puedes jugar a todos los mapas de pago excepto los del SCENE sin poseerlos en COMBINACION AUTOMATICA

- Se vé que con la nueva actualización, SNAKE ha pasado a ser el único servidor para Combinación Automática y no se requieren las 3 expansiones, sin embargo, aparecen mapas de las 3 expansiones.

- El ping de los anfitriones NUNCA se muestra como rojo, esto hace creer a las personas que ser anfitrión aumenta la velocidad de conexión, sin embargo, los anfitriones pueden tener el ping en rojo, solo que nunca se muestra cuando se pulsa START para ver el ping que tienen los otros jugadores, como consecuencia, si un anfitrión tiene el ping en rojo, TODOS los jugadores dentro tendrán ping en rojo y sufrirán de mucho lag, y el anfitrión tendrá 3 barras de ping, haciendo creer a los demás que son ellos los del ping bajo, cuando en realidad es el anfitrión.

- Aunque pocas personas lo sepan, hay una feature especial llamada "boost", esto no ocupa ninguna habilidad, simplemente hay que agacharse de medio lado en frente de una caja (ponerse frente a la caja, luego posicionarse de medio lado, dándole nuestra derecha o izquierda a la caja) y dejar estripado el botón triángulo, después de esto, el personaje pondrá las manos en forma de "empujon" y dirá "ven aquí" o "date prisa", si un jugador amistoso se acerca mientras el otro todavía este haciendo el "empujon" y oprime triángulo, el jugador recibirá la ayuda de la persona haciendo el empujon y subirá a un nivel al que no podría haber llegado solo, en adición, la persona que está arriba puede hacer lo mismo y ayudar al de abajo a subir, muy pocas superficies del juego son compatibles con el boost, entre ellas esta las cajas apiladas junto a la zona de inicio a la par del edificio rojo en UU.

## Problemáticas y flaquezas del juego
El juego cuenta con muchas flaquezas en el diseño, por ejemplo, los anfitriones en realidad no tienen el control de la partida, no pueden realizar decisiones del juego instantáneamente (echar a un jugador, pasar de etapa, cambiar de equipo, etc), si no que, como todos los demás, solo puede proponer algo por medio de votación.
esto viene muy mal cuando un anfitrión intenta limpiar su partida de los jugadores problemáticos.
Se pueden escribir líneas muy cortas con el teclado, haciendo necesario el uso de muchas líneas de texto diferente para cuando se desea decir algo un poco más largo de lo normal.
hay muchas palabras censuradas que limitan bastante la conversación, palabras como "sal " o la preposición "con " serán substituidas en el chat por almohadillas #.
Tras más de dos años de espera, Konami trasladó los servidores europeos dentro de Europa, solucionando de esta forma el lag que había en las partidas oficiales, además el 7 de septiembre de 2010 instaló en el servidor asiático la nueva actualización 1.35 antitrampas, actualización que no poseen los jugadores de los demás servidores por lo que los usuarios pudieron sentir posibles favoritismos con los que Konami trata a los jugadores Asiáticos.

## Bugs y glitches
En MGO hay una gran cantidad de glitches, o bugs que los jugadores suelen usar para su ventaja, aunque estas personas no son muy apreciadas por otros jugadores y usualmente son sacados del juego en un instante. Entre estos se pueden destacar:

### Glitches involuntarios
- Double Kill (double death para el que lo sufre): otro glitch que le ocurre a los jugadores con ping bajo. Este consiste en que después de matar a una persona con demasiado lag, el juego lo revive como se supone que debe ser, pero el lag es tanto que "guarda" el efecto de algunas de las balas que recibió antes de ser asesinado, por lo que el jugador muere instantáneamente después de haber sido revivido como si le hubiesen disparado justo después de esto. Esto le cuenta un doble asesinato al que lo mató primero.

- Ghost: si degollamos a alguien con ping muy bajo (usando habilidad de cuchillo nivel 3 y cqc nivel 1) esta persona no parará de echar sangre por el cuello y no caerá el suelo. El cuerpo queda de pie por unos segundos, y se va poniendo "borroso". Después de esto, se le da el punto del asesinato quien lo mató y el "ghost" muere finalmente. También hay una versión "extrema" de este glitch: asesinando a cualquier jugador con un lag de más de 600ms, se verá cómo este se queda quieto y se vuelve borroso. Este jugador revivirá en su base después de un rato y el asesino no obtendrá el punto de asesinato hasta pasado 1 minuto o más.

### Glitches intencionales
Estos glitches suceden sólo cuando el jugador hace algo para activarlos a voluntad, por esto las personas que los usan son frecuentemente baneados del juego temporal o permanentemente. 
- Death Looper: Glitch más usado del juego el cual lo podía usar cualquiera ya que no requería ningún programa a terceros, solo se podía usar en las partidas con host de Konami (Supervivencia y Torneo). Consiste en que cuando alguien está muerto, antes de que su cuerpo se desvanezca y de esta manera reaparezer, el jugador (glitcher) disparaba a la cabeza del rival y así cuando el rival renacía recibía la última bala del disparo que le había causado el glitcher causando que el rival muriese instantáneamente (Corregido en la versión 1.34)

- Lag Switch(LS): Glitch más común en juegos en línea. Consiste en la congelación de los datos de subida del jugador que realiza el glitch, pausando así durante tres segundos la conexión y congelando a los rivales, tiempo que el jugador cheater utiliza para matar a los demás jugadores (Corregido con la versión 1.36).

- MAO LAG: Basado en la congelación total de datos de subida relacionados directamente con las ip's de los servidores de Konami. Produce la invisibilidad del jugador tramposo durante 15 segundos y la congelación de los rivales, facilitando así el asesinato de los jugadores afectados por el glitch. Generalmente el jugador que usa este tipo de glitch tiene por costumbre esconderse en una caja, de tal forma que una vez escondido ejecuta el mao haciendo creer a su víctima que está en una caja en la otra punta del mapa cuando en realidad se ha teletransportado de forma invisible (Corregido con la versión 1.36).

- LIPAN LAG: Equivalente al Lag Switch, funcional en la 1.36

- LIPEX LAG: Equivalente al MAO LAG, con una duración de 8 segundos, funcional en la 1.36.

- DDoS(Distributed Denial Of Service): Por medio de un programa que escanea las ip de los jugadores de la sala, el jugador atacante(glitcher) manda varios paquetes de conexión falsos saturando así la conexión del rival y logrando desconectar completamente su línea de internet y de esta manera "echarlo" de la partida ya que se le vuelve al menú principal con un mensaje de PlayStationNetwork diciendo que se le ha caído la conexión. Los casos más usados son en los modos de juego Supervivencia y Torneo, este tipo de ataque DDoS es prohibido en Estados Unidos y se condena con años de cárcel.